# Mdimbamnyoma
Mdimbamnyoma è una circoscrizione rurale (rural ward) della Tanzania situata nel distretto di Tandahimba, regione di Mtwara. Conta una popolazione di 8 270 abitanti (censimento 2012).